# Laj-pin
Laj-pin (čínsky pchin-jinem Láibīn, znaky 来宾) je městská prefektura v Čínské lidové republice. Leží v nitru autonomní oblasti Kuang-si. Na ploše 13 400 čtverečních kilometrů zde v roce 2020 žily dva miliony obyvatel, zejména Chanové a Jaové.
Na území Laj-pinu se stékají řeky Chung-šuej-che a Žung-ťiang, obě spadající do povodí Si-ťiangu.
Těží se zde čtvrtina ze světové těžby india.

## Administrativní členění
Městská prefektura Laj-pin se člení na šest celků okresní úrovně, a sice jeden městský obvod, jeden městský okres, tři okresy a jeden autonomní okres.
| městský obvod · Sing-pin městský okres · Che-šan okres · Sin-čcheng okres · Siang-čou okres · Wu-süan autonomní okres · Ťin-siou |                |                       |                    |                                  |
| Název | Název          | Počet obyvatel (2020) | Rozloha km² (2020) | Hustota zalidnění (obyv. na km²) |
| český přepis | znaky          | Počet obyvatel (2020) | Rozloha km² (2020) | Hustota zalidnění (obyv. na km²) |
| Městský obvod |                |                       |                    |                                  |
| Sing-pin | 兴宾区         | 925 377               | 4 397              | 211                              |
| Městský okres |                |                       |                    |                                  |
| Che-šan | 合山市         | 98 938                | 365                | 271                              |
| Okresy |                |                       |                    |                                  |
| Sin-čcheng | 忻城县         | 297 825               | 2 522              | 118                              |
| Siang-čou | 象州县         | 281 846               | 1 918              | 147                              |
| Wu-süan | 武宣县         | 340 312               | 1 704              | 200                              |
| Autonomní okres |                |                       |                    |                                  |
| Ťin-siou (jaoský) | 金秀瑶族自治县 | 130 313               | 2 469              | 53                               |
| |                |                       |                    |                                  |
| Celkem | Celkem         | 2 074 611             | 13 375             | 155                              |